# Jorge Solís Vargas
Jorge Solís Vargas (Palmares; 25 de marzo de 1932-San Ramón; 22 de diciembre de 1993) fue un futbolista costarricense que jugaba como lateral derecho. El Estadio Jorge "Palmareño" Solís, lleva su nombre desde hace 43 años, a partir del 29 de abril de 1979.

## Trayectoria
Descubierto por Enmanuel Manolo Amador, fue titular indiscutible en los años 50 y 60 del Club Sport La Libertad, la Liga Deportiva Alajuelense y la Asociación Deportiva Ramonense, así como en la Selección de Costa Rica; con esta última sumó 11 partidos internacionales de Clase A. 
Uno de los sectores defensivos más reconocidos de los libertos lo conformó Palmareño junto al arquero Hernán Alvarado y sus compañeros de retaguardia Reynaldo "Rey" Orozco y Manuel Salas. 
En el seleccionado, entre 1955 y 1956, Palmareño tuvo entre otros compañeros en la zaga a los arqueros Hernán Alvarado, Carlos Alvarado y Mario "Flaco" Pérez, así como los zagueros Mario Catato Cordero, Alex Sánchez e Isidro Williams, entre otros. Y en la Liga, sus compañeros en la defensiva fueron el arquero panameño Roberto Tyrrel y los zagueros Joaquín Guillén, William Chaverri y Víctor "Palomino" Calvo, entre otros.

### Clubes en el extranjero
Su carrera en el extranjero la comenzó en México a mediados de los años 50 en el Club Atlas de Guadalajara, que pagó a La Libertad una suma muy alta en esa época: ¢80.000. En la liga mexicana también jugó para Nacional y Tampico, y en Guatemala lo hizo con los Rojos del Municipal. En México, Palmareño supo poner en alto el nombre de su país, al ser catalogado por la prensa azteca como uno de los mejores jugadores extranjeros. 

### Logros
Ganó invicto el título del Campeonato Centroamericano y del Caribe de Fútbol de 1955, celebrado en Tegucigalpa, Honduras; y ocupó el tercer lugar en el Campeonato Panamericano de Fútbol 1956, con el famoso equipo de los Chaparritos de Oro. Integró la Selección de Extranjeros del fútbol mexicano. También fue campeón nacional de la Primera División con la Liga Deportiva Alajuelense, en 1966, tras la final que le ganaron al Deportivo Saprissa (ganó 1-0 y empató 1-1).

## Clubes
| Club             | País       | Año       |
| ---------------- | ---------- | --------- |
| C.S. La Libertad | Costa Rica | 1950-1956 |
| Atlas F.C.       | México     | 1956-1958 |
| C.D. Nacional    | México     | 1958-1965 |
| C.D. Tampico     | México     | 1965-1966 |
| L.D. Alajuelense | Costa Rica | 1966-1967 |
| A.D. Ramonense   | Costa Rica | 1967      |

## Retiro
Se retiró en 1967.
Muere en Berlin de San Ramón de Alajuela el 22 de diciembre de 1993, a la edad de 61 años.